# Vértebras cervicales
Las vértebras cervicales son las que se sitúan en el cuello permitiendo su movilidad, entre el cráneo con el cual soporta su peso y las vértebras torácicas. En humanos se disponen en número de siete, y se denominan C1 (atlas), C2 (axis), C3, C4, C5, C6 y C7 (vértebra prominente).
Durante la flexión lo hacen en 40°, mientras que en extensión 75°.
Poseen forámenes transversos, lugar donde pasa la vena y arteria vertebral.
Las dos primeras vértebras cervicales tienen una morfología especial, por lo tanto se denominan atípicas y sus nombres son respectivamente atlas y axis.
La séptima cervical también se llama vértebra prominente, por la mayor longitud de su apófisis espinosa.

## División de las vértebras cervicales
Considerado en conjunto, el raquis cervical está constituido por dos partes anatómica y funcionalmente distintas:
- el raquis cervical superior, también denominado raquis suboccipital, que contiene la primera vértebra cervical o atlas, y la segunda vértebra cervical o axis. Estas piezas esqueléticas están unidas entre sí además de con el occipital por una compleja cadena articular con tres ejes y tres grados de libertad.
- el raquis cervical inferior, que se extiende desde la meseta inferior del axis hasta la meseta superior de la primera vértebra dorsal, es decir, abarcando las 5 vértebras cervicales restantes.

Las vértebras cervicales son todas del mismo tipo, excepto el atlas y el axis, que difieren entre sí y de las demás vértebras cervicales. La séptima cervical también se llama vértebra prominente, por la mayor longitud de su apófisis espinosa. La articulaciones del raquis cervical inferior poseen dos tipos de movimiento: por una parte, movimientos de flexoextensión; y por otra parte, movimientos mixtos de inclinación-rotación.
Funcionalmente estos dos segmentos del raquis cervical se completan entre sí para realizar movimientos puros de rotación, de inclinación o de flexoextensión de la cabeza.

## Estructura de la vértebra cervical

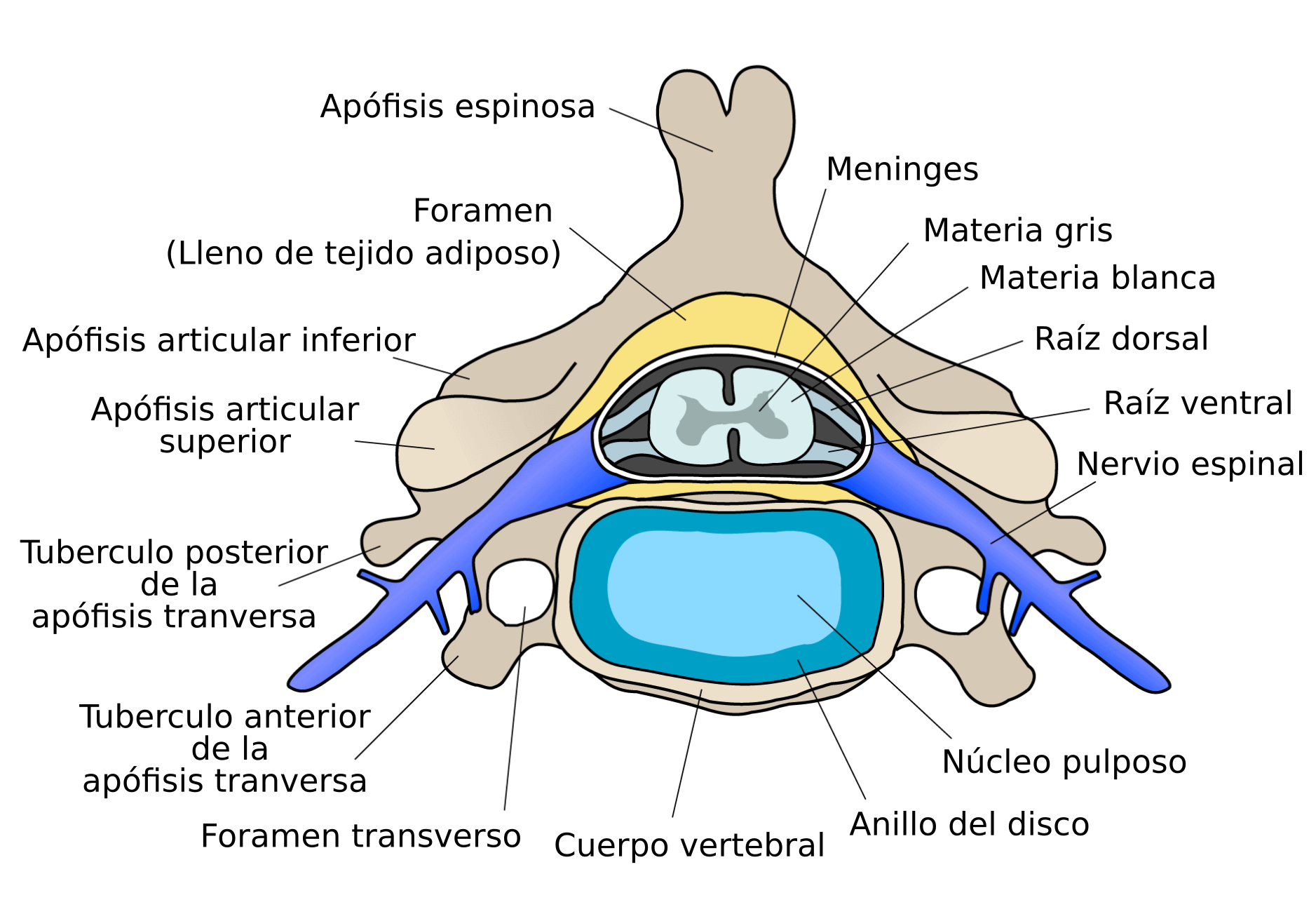
Diagrama de una vértebra cervical

La vértebra cervical tipo está conformada por las siguientes partes:
- Cuerpo: es alargado tranversalmente. Presenta las siguientes caras: superior, inferior, anterior, posterior, y laterales. En la unión de su cara superior, anterior y laterales, se puede observar, a cada lado, una apófisis en forma de gancho, denominada apófisis unciforme.
- Foramen vertebral: es triangular de base anterior, con un eje transversal superior al eje anteroposterior.
- Apófisis transversa: presenta en sus haces un agujero denominado foramen transverso por donde pasa la arteria vertebral y la vena homónima. Esta apófisis se implanta por medio de dos raíces, una anterior, que se une al cuerpo de la vértebra, y otra posterior, que se une al pedículo. El extremo libre (vértice) de la apófisis termina en dos tubérculos (anterior y posterior) que prestan inserción a distintos elementos.
- Apófisis articular: en número de cuatro (dos superiores y dos inferiores[3]), son oblicuas y de superficie articular plana. Las superiores apuntan hacia atrás y arriba, mientras que las inferiores, apuntan hacia adelante y abajo. Las apófisis articulares superiores nacen del pedículo de la vértebra, inmediatamente posteriores a la apófisis transversa.
- Apófisis espinosa: es corta y en la mayoría de los casos, aunque no en todos, está bifurcada, el vértice puede estar inclinado hacia la derecha o a la izquierda.

Cuando se descompone una vértebra tipo en sus diferentes partes constitutivas se puede constatar que está compuesta por dos partes principales: el cuerpo vertebral por delante y el arco posterior por detrás.
En una vista “desarmada”, el cuerpo vertebral es la parte más gruesa de la vértebra: por lo general tiene una forma cilíndrica menos alta que ancha, con una cara posterior cortada. El arco posterior tiene forma de herradura. A ambos lados de este arco posterior se fija el macizo de las apófisis articulares: de modo que se delimitan dos partes en el mismo: por un lado, se localizan los pedículos por delante del macizo de las articulares y por otro, se sitúan las láminas por detrás del mismo macizo. Por detrás, en la línea media, se fija la apófisis espinosa. Este arco posterior así constituido, se une a la cara posterior del cuerpo vertebral mediante los pedículos. Además, la vértebra completa incluye las apófisis transversas que se unen al arco posterior casi a la altura del macizo de las articulares.
Esta vértebra tipo se localiza en todos los niveles del raquis con, claro está, importantes modificaciones que pueden darse tanto en el cuerpo vertebral como en el arco posterior, y generalmente en ambas partes a la vez.
Sin embargo, es importante señalar que estas distintas partes constitutivas se corresponden en sentido vertical. De este modo, a lo largo de todo el raquis, se establecen tres columnas:
- Por delante, una columna principal formada por el apilamiento de los cuerpos vertebrales.
- Por detrás del cuerpo vertebral, dos columnas secundarias constituidas por el apilamiento de las apófisis articulares.

Los cuerpos vertebrales están unidos entre sí por el disco intervertebral. Mientras que las apófisis articulares lo están por articulaciones del tipo de las artrodias. En cada nivel existe un agujero vertebral delimitado por delante por el cuerpo vertebral y por detrás, por el arco posterior. La sucesión de todos estos agujeros vertebrales conforma, a lo largo de todo el eje raquídeo, el canal raquídeo formado alternativamente por partes óseas, en cada vértebra, y por partes ligamentosas, entre las vértebras a la altura del disco intervertebral y de los ligamentos del arco posterior.

## Elementos que forman el arco vertebral
- Pedículo: sus escotaduras (2) tienen casi el mismo tamaño.
- Lámina vertebral: de forma cuadrilátera (2), más larga que ancha.
- Lámina densa: se encuentra en la región interna de las vértebras cervicales, fácilmente ubicables por los nervios bulbo-raquídeos.

## Vértebras

### Primera vértebra cervical o atlas
El atlas es una vértebra incompleta; no tiene un verdadero cuerpo vertebral. Se cree que el mismo es la apófisis odontoides del axis. Los elementos restantes están más o menos reducidos.
El atlas está constituido por dos masas laterales, unidas entre sí por un arco anterior y otro posterior. Las masas laterales tienen la forma de un seguimiento de cilindro colocado verticalmente.
La cara superior presenta una carilla articular de forma elipsoide: es la cavidad glenoidea del atlas. Su eje mayor, oblicuo hacia delante y adentro, es dos veces más largo que su diámetro transversal. Se articula con el cóndilo del hueso occipital. La cara inferior tiene una segunda carilla articular para el axis. Ésta es plana o muy ligeramente cóncava, mirando oblicuamente hacia abajo y adentro. De la cara externa nacen las apófisis transversas. La cara anterior y la cara posterior se continúan cada una con la extremidad del arco correspondiente. La cara interna es muy rugosa. Presta inserción al ligamento transverso.
El arco anterior, aplanado atrás, presenta:
- En la parte anterior, una pequeña eminencia central, el tubérculo anterior del atlas;
- En la parte posterior, y siempre en la línea media, una carilla articular, oval, de eje mayor transversal, destinada a articularse con la apófisis odontoides del axis.

El arco posterior presenta, como el arco anterior, en la línea media y parte posterior, una eminencia mamelonada llamada tubérculo posterior del atlas. En la cara superior de su extremidad externa se ve un canal (surco de la arteria vertebral), en el que se aloja la arteria vertebral.

### Segunda vértebra cervical o axis
Lo que esencialmente caracteriza al axis es la presencia, en la cara superior de su cuerpo, de una eminencia vertical, la apófisis odontoides o diente del axis. En esta apófisis se distingue, examinándola de abajo arriba:
La base, el cuello, el cuerpo y el vértice. En sus caras anterior y posterior se ven dos carillas articulares: la anterior, para el arco anterior del atlas, la posterior, para el ligamento transverso. La apófisis espinosa es muy ancha; las apófisis transversas son cortas y su vértice no está bifurcado. El axis permite la rotación lateral del cuello.

### Cuarta vértebra cervical
Articula con la vértebra cervical C3. Las vértebras cervicales son las menos gruesas y las de mayor movilidad.

### Quinta vértebra cervical
Por el agujero transverso pasa el nervio vertebral; esto solo sucede en la C5 y C6.

### Sexta vértebra cervical
Al tubérculo anterior de la apófisis transversa se le denomina tubérculo carotídeo o Chassaignac porque es más grueso y saliente que el de las otras vértebras. Por el agujero transverso pasa la arteria vertebral. Raíz anterior de la apófisis transversas bien desarrolladas.

### Séptima vértebra cervical
También se le llama prominente y se caracteriza por su larga apófisis espinosa, no bifurcada. Además, se diferencia de las otras vértebras cervicales ya que la arteria vertebral no pasa por el foramen transverso; solo en ocasiones pasa la vena vertebral.

## Significado clínico
Los cambios degenerativos cervicales surgen de condiciones como la espondilosis, la estenosis de los discos intervertebrales y la formación de osteofitos. Los cambios se ven en las radiografías, que se utilizan en un sistema de clasificación de 0-4 que va desde sin cambios (0) a temprana con un desarrollo mínimo de osteofitos (1) a leve con osteofitos definidos (2) a moderada con estenosis adicional del espacio del disco o estrechamiento (3) a la etapa de muchos osteofitos grandes, estrechamiento severo del espacio del disco, y esclerosis más severa de la placa final de la vértebra.
Las lesiones en la columna cervical son comunes a nivel de la segunda vértebra cervical, pero las lesiones neurológicas son poco comunes. C4 y C5 son las áreas que ven la mayor cantidad de traumatismo en la columna cervical.
Sin embargo, si se produce, puede causar la muerte o una profunda discapacidad, incluida la parálisis de los brazos, las piernas y el diafragma, lo que conduce a una insuficiencia respiratoria.
Los patrones comunes de lesión incluyen la fractura del odontoide y la fractura del ahorcado, que a menudo se tratan con inmovilización en un collarín cervical o una abrazadera Halo.
Una práctica común es inmovilizar la columna cervical de un paciente para evitar mayores daños durante el transporte al hospital. Esta práctica ha sido objeto de examen recientemente, ya que las tasas de incidencia de traumatismos inestables en la columna vertebral pueden llegar a ser tan bajas como el 2% en pacientes inmovilizados.